# 김경욱 (희극인)
김경욱(1983년 4월 26일 ~ )은 대한민국의 희극 배우이다.

## 생애
서울예술대학 방송연예학과를 출신인 그는, 2001년 연극배우 첫 데뷔하였고 이어 같은 해 2001년 SBS 개그맨 공채 6기로 《웃음을 찾는 사람들》의 '장하다! 한국말', '나몰라 패밀리', '쑥대머리' 등의 코너들에 출연하였다.
2006년에는 '나몰라 패밀리'의 출연진인 김재우, 김태환과 함께 나몰라패밀리라는 그룹가수를 결성하면서 활동을 시작하였으며, 김재우가 빠지면서 새로운 멤버 고장환을 영입해서 나몰라 패밀리 TKO로 활동하다가 그룹명을 코믹캡슐로 변경했다.
현재는 기존 '나몰라 패밀리'라는 이름으로 활동 중이며, 다나카 유키오 김홍남 이라는 부캐를 가지고 있다.

## 수상경력
- 2001년 SBS 개그콘테스트 대상

## 출연작

### 예능
- tvN 《코미디 빅리그 시즌 3》
- MBC 《하땅사》
- SBS 《웃음을 찾는 사람들》
  - 〈화니베베〉 고장환의 아빠 역
  - 〈힙권도〉
  - 〈동상이견〉
- KBS joy 《막무가내쇼 시즌1》
- MTV KOREA 《TRL SEOUL》
- KMTV 《리빙룸쇼》
- MBC 《코미디쇼 - 웃으면 복이와요》
- 일본 테레비아사히 《웃음의 금메달》
- tv조선 미스터트롯3

### 드라마
- 《멘탈사수》 (MBC Music, 2014년)
- 《대충사는 강대충씨》 (네이버 TV캐스트, 2016년) - 구남친 역
- 《우리는 오늘부터》 (SBS, 2022년) - BJ 삐꾸 역

### 영화
- 2006년 《원피스 7기 극장판 - 기계태엽성의 메카 거병》 - 라체트 더빙 목소리 역
- 2007년 《못말리는 결혼》 - 명품남 역 (특별출연)
- 2007년 《마을금고 연쇄습격사건》 - 건달 2 역 (특별출연)
- 2008년 《비밀의 샘을 찾아라》 - 공영민 역

## 가수 활동

### 음반
- 나몰라 패밀리 (멤버 : 김재우, 김경욱, 김태환)
  - 《NAMOLLA》 (2006년)
  - 《1집 나몰라 패밀리》 (2007년)
  - 《너만 볼래》 (2008년)
  - 《사랑남녀》 (2008년)
  - 《In The Season 2008 Summer》 (2008년)
  - 《사랑이 그렇게 쉬워》 (2008년)
  - 《붙잡아도》 (2008년)
  - 《내 사랑 로맨스》 (2009년)
  - 《2집 전화하지마》 (2009년)
  - 《사랑밖에 난 몰라》 (2009년)
  - 《낚였어》 (2009년)
  - 《Break Down》 (2009년)
  - 《기억상실증》 (2010년)
  - 《Give Me One More》 (2010년)
- 코믹캡슐 (이전 이름 : 나몰라 패밀리 TKO) (멤버 : 김태환, 김경욱, 고장환)
  - 《결혼할것 같아서》 (2012년)
  - 《Collaboration》 (2012년)
  - 《샤넬이좋아》 (2012년)
- 나몰라 패밀리 (멤버 : 김경욱, 김태환, 고장환)
  - 《100일 송 (feat. 박광선 Of 울랄라세션)》 (2014년)
  - 《야동근》 (2014년)
  - 《검은 겨울 (Feat. 슈가석율 Of 킹스턴루디스카)》 (2014년)
  - 《니가 오는 밤 (90'깐따삐아)》 (2015년)
  - 《힙권도》 (2015년)
  - 《럭키맨 (Lucky Man) (Feat. 지숙 Of 레인보우, 니올)》 나몰라패밀리 10th (2016년)
  - 《잘 모르게쒀요》 (2017년)

### 참여 음반
- 《메이커슬 - 1집 Bounce》 (2007년)
- 《케이넌 - 고백》 (2008년)
- 《로미 - Change》 (2008년)
- 《트리탑스 & 제이스 - 로뎀나무 Vol. 2》 (2009년)
- 《Cheoro - 1집 Salon De Piano》 (2010년)

### 합작 음반
- 《지금은 연애중..》 (with 2NB) (2006년)
- 《로뎀나무 Vol. 2-1》 (with 김동희) (2009년)
- 《무인도》 (with 배슬기) (2009년)